# The White Man's Law
The White Man's Law è un film muto del 1918 diretto da James Young che ha come protagonisti Sessue Hayakawa, Florence Vidor e Jack Holt.

## Trama
Sir Henry Falkland, uomo dissoluto e senza principî morali, lascia Londra per avviare un'attività commerciale in Sierra Leone, dove va ad occuparsi del commercio dall'avorio. In Africa, seduce la bella Maida Verne, una giovane franco-sudanese. corteggiata con intenzioni serie da John A. Ghengis. Ghengia, un arabo che ha studiato a Oxford e che è il nuovo socio di Falkland, ama profondamente la ragazza e, quando questa gli annuncia che si è fidanzata con Falkland, la notizia lo getta nello sconforto. I due uomini partono insieme per una spedizione durante la quale Ghengis scopre però che l'altro è già sposato e che sua moglie vuole raggiungerlo in Africa. Tra i due scoppia un furibondo litigio e una lotta che li vede contrapposti.
Falkland torna al villaggio con la notizia che John A. Ghengis è morto annegato. Evita poi Maida che, a causa della sua pubblica relazione con l'inglese, viene disprezzata da tutti. Ma John non è morto e gli abitanti del posto vengono a sapere da lui la verità. La loro ira induce Falkland a uccidersi. John nasconde il suicidio del marito a Lady Falkland e poi sposa la sua Maida.

## Produzione
Il film fu prodotto dalla Famous Players-Lasky Corporation con il titolo di lavorazione The Unforgivable Sin.

## Distribuzione
Distribuito dalla Paramount Pictures e dalla Famous Players-Lasky Corporation, il film - presentato da Jesse L. Lasky - uscì nelle sale cinematografiche statunitensi il 6 maggio 1918.